# Comuna Hallstahammar
Hallstahammar (Hallstahammars kommun) este o comună din comitatul Västmanlands län, Suedia, cu o populație de 15.524 locuitori (2013).

## Geografie

### Zone urbane
Lista celor mai mari zone urbane din comună (anul 2015) conform Biroului Central de Statistică al Suediei:
| Nr | Zona urbană   | Pop.   |
| -- | ------------- | ------ |
| 1  | Hallstahammar | 10.787 |
| 2  | Kolbäck       | 2.034  |
| 3  | Strömsholm    | 676    |
| 4  | Sörstafors    | 270    |

## Demografie
| \| Evoluția demografică în comuna Hallstahammar, 1970–2015 \| Evoluția demografică în comuna Hallstahammar, 1970–2015 \| Evoluția demografică în comuna Hallstahammar, 1970–2015 \| Evoluția demografică în comuna Hallstahammar, 1970–2015 \| Evoluția demografică în comuna Hallstahammar, 1970–2015 \| \| ----------------------------------------------------------------------------------------------------- \| ------------------------------------------------------- \| ------------------------------------------------------- \| ------------------------------------------------------- \| ------------------------------------------------------- \| \| An \| \| \| Locuitori \| \| \| 1970 \| 1970 \| \| 18988 \| 18988 \| \| 1975 \| 1975 \| \| 18552 \| 18552 \| \| 1980 \| 1980 \| \| 18237 \| 18237 \| \| 1985 \| 1985 \| \| 16854 \| 16854 \| \| 1990 \| 1990 \| \| 16628 \| 16628 \| \| 1995 \| 1995 \| \| 16072 \| 16072 \| \| 2000 \| 2000 \| \| 15064 \| 15064 \| \| 2005 \| 2005 \| \| 14955 \| 14955 \| \| 2010 \| 2010 \| \| 15175 \| 15175 \| \| 2015 \| 2015 \| \| 15645 \| 15645 \| \| Sursa: SCB - Statistika Centralbyrån, Folkmängd efter region, civilstånd, ålder och kön. År 1968–2016 \| \| \| \| \| |      |  |           |       |
| Evoluția demografică în comuna Hallstahammar, 1970–2015 |      |  |           |       |
| An |      |  | Locuitori |       |
| 1970 | 1970 |  | 18988     | 18988 |
| 1975 | 1975 |  | 18552     | 18552 |
| 1980 | 1980 |  | 18237     | 18237 |
| 1985 | 1985 |  | 16854     | 16854 |
| 1990 | 1990 |  | 16628     | 16628 |
| 1995 | 1995 |  | 16072     | 16072 |
| 2000 | 2000 |  | 15064     | 15064 |
| 2005 | 2005 |  | 14955     | 14955 |
| 2010 | 2010 |  | 15175     | 15175 |
| 2015 | 2015 |  | 15645     | 15645 |
| Sursa: SCB - Statistika Centralbyrån, Folkmängd efter region, civilstånd, ålder och kön. År 1968–2016 |      |  |           |       |